# Bulbophyllum boulbetii
Bulbophyllum boulbetii é uma espécie de orquídea (família Orchidaceae) pertencente ao gênero Bulbophyllum. Foi descrita por Pierre Tixier em 1966.